# أسلوب إيواما
أسلوب إيواما أيكيدو. هو أسلوب الأيكيدو الذي كان يُعلّم في إيواما دوجو (إيواما) من قبل مؤسس أيكيدو، موريهيه أويشيبا، وخصوصا السلالة التي انتقلت عن طريق موريهيرو سايتو، أقرب تلميذ الذي كان مسؤولا عن إيواما دوجو التي كتبها يشيبا.

## رتب ودرجات
في حين أعطى سايتو رُتب ودرجات معينة «إيواما ريو» بإصرار طلابه الأوروبيين.

## روابط خارجية
- Iwama Takemusu Aikido Renmei France
- Iwama Shin Shin Aiki Shurenkai
- Takemusu Aikido Kyokai
- Takemusu Aikido Association